# Битка при Фулфърд
Битката при Фулфорд се състои на 20 септември 1066 г. в покрайнините на Фулфорд, близо до Йорк, Англия, когато Харалд Хардрада (на норвежки: Harald Hardråde, което означава Харалд Суровия), армията му от норвежки нашественици и английския му съюзник Тостиг, побеждава графовете Едуин от Мърсия и Моркар от Нотъмбрия.
Тостиг е прогоненият брат на Харолд Годуинсън. Той се съюзява с Харалд Хадрада и вероятно с Вилхелм Завоевателя, но няма ясна причина зад тези нашествия. Битката е решителна победа за викингската армия. Графовете на Йорк могат да се крият зад стените на града, но вместо това решават да посрещнат нашествениците при реката. Цял ден англичаните безуспешно се опитват да пречупят норвежките линии.
Тостиг се противопоставя на граф Моркар който го измества като граф на Нотъмбрия.

## Предходни събития
Англосаксонския крал Едуард Изповедника умира на 5 януари 1066 г. без да остави наследник. Единственият жив член на кралското семейство е Едгар, най-малкия син на Едуард Изгнаника. На 6 януари когато се състояло погребението на крал Едуард, Харолд Годуинсън граф на Уесекс отива в Лондон, където е избран за крал от Съвета, но двамата влиятелни графа, братята Едуин от Мърсия и Моркар от Нотъмбрия, оспорват неговото право. Източници Споменават, че Харолд потегля на север за да се изправи срещу тях, но се стига до примирие, което Харолд закрепва с брак за тяхната овдовяла сестра. С тази връзка подсигурява властта си на север. Тези двама братя са първата бариера между Харолд и Хадрада.
Тостинг, прокудения брат на Харолд също има претенции за трона. По време на изгнанието си във Фландрия, от където според англосаксонските хроники, през май 1066 напада брат си. След като бива разгромен при устието на Хамбър, той бяга в Шотландия, където е под закрилата на крал Малколм Шотландски. Там той се среща и съюзява с Харалд Хадрада, съгласявайки се да подкрепи неговото нашествие в Англия.
Средновековния историк Ордерик Виталий разказва друга история. В нея Тостинг пътува за Нормандия за да търси помощта на Уилям Завоевателя. Понеже Уилям все още няма желание да се намесва, Тостинг плава обратно към Англия, но буря го отвежда в Норвегия където прави своя съюз с Хадрада. Дали в Шотландия или Норвегия, сигурното е че Тостинг и Хадрада се бият един до друг в Битката при Фълфорд. Тостинг е доста полезен на Хадрада, не само защото е брат на неговия противник, а също защото познава добре терена.
Както Тостинг, Уилям Завоевателя и крал Харолд Годуинсън, Харалд Хадрада също е претендент за английския трон. Той плава за Англия през септември 1066, снабдява се с провизии на остров Оркни, където е подкрепен от Тостинг, който му предоставя войски и кораби. Те плават заедно по река Оуз към Йорк.
Летописеца Ордерик Виталий разказва за това, как вместо по река през август Хадрада и съюзника му пътуват с попътен вятър по море и акостират в Йоркшир. Те пристигат на устието на Хамбър на 18 септември. Армиите им бързо се придвижват към Йорк. На 20 септември 1066 г. те биват посрещнати от кралските графове Едуин и Моркар.

## Битката

### Разположение
Едуин довежда войските на изток с цел да се присъедини към брат си и да се подготвят за норвежкото нашествие.
Битката започва с англичаните разполагайки войските си, така че да подсилят фланговете. На десния фланг се намира реката Оуз, а на левия е блатиста местност. Недостатък е че оставят на Хадрада по-високия терен, който е чудесен за наблюдаване на сражението от разстояние. Друг недостатък е, ако единия фланг е разбит, то другия ще е застрашен. Ако на английската армия се наложи да отстъпи, тя ще бъде затруднена от близките мочурища. Те трябва да удържат нашественика на всяка цена.
Армиите на Хадрада приближават от юг. Той разполага войските си, така че да се противопоставят на англосаксонците. Армията му все още не се е събрала, и за да не губи стратегическата си позиция праща най-неопитните си войни към десния фланг, а най-добрите към брега на реката.

#### Английското настъпление
Англичаните настъпват първи към норвежката армия, преди тя да бъде напълно подредена. Войните на Моркар отблъскват към мочурищата по-слабите викинги, който Хадрада праща. Битката се обръща, когато прииждащите подкрепления от по-силни и свежи войни нападат вече уморените англосаксонци.

#### Контра атака на Харалд
С вече събраните си сили Хадрада праща допълнителни войски към центъра и реката. Макар англичаните да имат първоначално числено превъзходство, нашествениците ги изтласкват назад. Англосаксонците са принудени да отстъпят. Войниците на Едуин, които защитават десния флаг при реката, биват откъснати от останалите сили, което ги кара да отстъпят към града. След около час останалите английски войски са разбити и се обръщат в отстъпление. Прииждащите норвежки войски намират начина да заобиколят и да пречупят врага.
Безсилни срещу численото и тактическо превъзходство на нашественика, англичаните са разгромени. Едуин и Моркар успяват да оцелеят в сражението.
Йорк се предава на нашествениците при условието, че няма да влизат в града със сила. Нашественика се съгласява, вероятно понеже Тостинг не желае своя град ограбен. Уговаря се размяна на заложници при Стафорд Бридж на няколко километра южно от Йорк

## Последици
Смята се, че в битката са участвали приблизително 11 000 души, 6000 норвежци и 5000 англосаксонци. Жертвите и загубите са тежки и от двете страни. Според някои източници убити падат 1600 души, въз основа на разположението в битката.
Поради загубата при Фълфорд на крал Годуинсън и войската му трябва да изминат 310 км от Лондон до Йорк. Това той прави за седмица и успява да изненада Хадрада, следа което го побеждава в битката при Станфорд Бридж. Междувременно, Уилям Завоевателя повежда войската си в Съсекс на южния бряг.
След своята победа Харолд се насочва на юг, за да се изправи срещу Уилям. Вероятно е имал намерения да го изненада по същия начин по който изненадва норвежката армия. Макар с отслабнала армия и тежки загуби, Харолд не се поколебава, и се изправя срещу Уилям. Двете армии се срещат при Хестингс, където Харолд губи сражението и намира смъртта си на 14 октомври 1066 г.
Ако англичаните удържат армиите на Хадрада при Фълфорд и Харолд не води сражения на север, той е щял да бъде по-добре подготвен за нашествието на Уилям и вероятно резултатите биха били различни.